# Slag bij Dettingen
De Slag bij Dettingen vond plaats op 27 juni 1743 en was een veldslag tijdens de Oostenrijkse Successieoorlog. Een coalitie van een leger van de Habsburgse monarchie samen met het keurvorstendom Hannover onder de leiding van koning George II van Groot-Brittannië en tevens keurvorst van Hannover stond tegenover het Franse leger onder de Hertog van Noailles.

## Achtergrond
Frankrijk, al eeuwenlang aartsrivaal van de Habsburgse monarchie, steunde de tegenkandidaat, de keurvorst van Beieren Karel VII Albrecht. In 1743 is Frankrijk aan de verliezende hand, de Oostenrijkers veroverden het Keurvorstendom Beieren en George II van Groot-Brittannië besloot deel te nemen aan de oorlog, uit schrik voor de toenemende macht van het Koninkrijk Pruisen.

## Slag
De verplaatsing van de troepen zorgde er voor dat beide partijen elkaar troffen ter hoogte van Frankfurt am Main bij het plaatsje Dettingen. De troepen van George II werden omsingeld, ze hadden maar een uitweg en daar stond de Hertog van Noailles hen op te wachten. Het wachten werd de Franse generaal Louis de Gramont te veel en hij viel aan, waardoor het ganse plan in duigen viel. De Franse artillerie werd gedwongen het vuur te staken, anders schoten ze op eigen mannen. Uiteindelijk konden de troepen van de coalitie het tij keren en vluchtte het Franse leger. Velen verdronken in de rivier de Main. Zwaar gehavend trokken beide partijen zich terug naar hun winterkwartieren.

## Trivia
De componist Georg Friedrich Händel schreef ter ere van de overwinning de hymne Dettingen Te Deum, HWV 283.
1740-'42: Eerste Silezische Oorlog ·
1740-'48: Oorlog van koning George ·
1741: Slag bij Mollwitz ·
1742: Slag bij Chotusitz ·
1743: Slag bij Dettingen ·
1744: Zeeslag bij Toulon ·
1744-'45: Tweede Silezische Oorlog ·
1744-'48: Eerste Karnataka Oorlog ·
1745: Slag bij Pfaffenhofen ·
1745: Slag bij Fontenoy ·
1745: Slag bij Hohenfriedeberg ·
1745: Slag bij Soor ·
1745: Slag bij Hennersdorf ·
1745: Slag bij Kesselsdorf ·
1746: Beleg van Brussel ·
1746: Slag bij Culloden ·
1746: Slag bij Piacenza ·
1746: Slag bij Rocourt ·
1747: Eerste zeeslag van Kaap Finisterre ·
1747: Slag bij Lafelt ·
1747: Beleg van Venlo ·
1747: Beleg van Bergen op Zoom ·
1747: Aanval op Steenbergen ·
1747: Tweede zeeslag van Kaap Finisterre ·
1748: Beleg van Maastricht ·
1748: Vrede van Aken